# Velesmes-Échevanne
Velesmes-Échevanne é uma comuna francesa na região administrativa de Borgonha-Franco-Condado, no departamento de Alto Sona. Estende-se por uma área de 22,11 km². Em 2010 a comuna tinha 494 habitantes (densidade: 22,3 hab./km²).